# Circuito di Rouen-Les Essarts
Il circuito di Rouen-Les-Essarts  era un circuito motoristico semipermanente francese posto ad Orival, nelle vicinanze di Rouen, capoluogo dell'Alta Normandia. Ha ospitato cinque edizioni del Gran Premio di Francia validi per il campionato mondiale di formula 1, tra il 1952 e il 1968, oltre ad alcune gare valide per il motomondiale. Il circuito venne costruito negli anni cinquanta sulla base di un più piccolo circuito allestito già prima della seconda guerra mondiale.

## Il tracciato
Situato sul territorio di Orival nelle immediate vicinanze del quartiere di Les Essarts, alla periferia di Rouen, era un circuito molto veloce e impegnativo, che utilizzava in gran parte strade nazionali e dipartimentali. Da notare in questa pista immersa in un bosco vi erano il forte dislivello altimetrico, la ridotta sede stradale e la quasi totale assenza di vie di fuga, in quanto si sviluppava lungo i fianchi di una stretta vallata. Nella prima versione, risalente al 1951, esso era lungo 5.100 metri e già aveva le caratteristiche che lo avrebbero reso temibile tra i piloti, come la paurosa discesa che dal traguardo portava al tornante Virage du Noveau Monde attraversando a velocità ben superiori ai 200 km/h tre curve impegnative, tra cui la Six Frères. In questa versione ospitò il Gran Premio motociclistico di Francia 1953 valido per il motomondiale.
Nel 1955 si decise di estenderlo a nord e venne portato fino a 6.542 metri proseguendo dopo la Courbe de l'étoile lungo la statale fino alla curva Gresil, dove svoltando a destra su un lungo rettifilo si raggiungeva la curva la Scierie per poi svoltare ancora a destra e arrivare alla ora velocissima Virage du Paradis, che reimmetteva sul tracciato originale all'altezza del rettilineo di partenza. Questo tracciato è quello che ha lasciato i maggiori ricordi negli appassionati, in quanto è quello su cui si sono disputate le gare di Formula 1. Nel motomondiale 1965 ospitò per la seconda e ultima volta il GP motociclistico.
Nel 1972 il circuito dovette essere ridotto per lasciare spazio alla nuova Autostrada A13 che attraversa il vecchio tracciato e si approfittò dell'occasione per sottoporlo a lavori di adeguamento ai nuovi standard di sicurezza. Il nuovo disegno somigliava molto a quello originale in quanto venne creata una sinuosa bretella a ridosso dell'autostrada per poter collegare nuovamente Courbe de l'étoile e Virage du Paradis, quest'ultima ritornata ad essere un secco tornante.
Durante le prove della gara di Formula 2 del 1973 ci fu un incidente alla curva Six Frères fatale per Gerry Birrell causato dall'esplosione di uno pneumatico. Per la gara, nel tratto che precedeva il luogo dell'impatto, si installò una chicane provvisoria fatta di balle di paglia che fu distrutta durante la gara: nel 1974 si decise di ridisegnare la curva Six Frères rallentandola di molto e ridenominandola Virage des Roches.

## Storia
L'unico pilota ad imporsi per due volte fu Dan Gurney. Nell'edizione del 1968 il francese Jo Schlesser perse la vita schiantandosi alla curva Six Frères con la sua Honda, che in seguito prese fuoco, in quello che ufficialmente era il primo Gran Premio di Francia. Prima di quell'anno infatti il nome ufficiale era di Gran Premio dell'A.C.F (Automobil Club de France). Dopo la morte di Schlesser la Formula 1 abbandonò il circuito considerandolo troppo veloce e pericoloso. Una volta persa la massima formula, gli organizzatori cercarono una categoria che la sostituisse e guardarono alla Formula 2: dopo la cancellazione della gara prevista nel 1969 (in quel fine settimana si disputò solo l'annuale gara di Formula 3), organizzarono nel 1970 una gara non valevole per il campionato, mentre dal 1971 al 1978 l'appuntamento fece parte del campionato europeo di questa specialità. Relegato in seguito alle categorie minori, il circuito fu utilizzato fino al 1993, quando i ricorrenti problemi di sicurezza imposero la chiusura del tracciato. Le strutture dell'impianto furono lasciate nel degrado e, quando ormai erano irrecuperabili, nel 1999 furono abbattute completamente.
Un'associazione, Moto Les Essarts, si batte per salvaguardare ciò che resta del circuito e organizzare manifestazioni motociclistiche su di esso, la prima delle quali si è svolta nel 2001.